# Cecilio Valverde
Cecilio Valverde Mazuelas (ur. 27 czerwca 1927 w Kordobie, zm. 11 czerwca 2001 w Madrycie) – hiszpański polityk i prawnik, senator, w latach 1979–1982 przewodniczący Senatu.

## Życiorys
Kształcił się w szkole lasalianów, następnie ukończył studia prawnicze na Universidad de Madrid. Podjął praktykę w zawodzie adwokata, pełnił funkcję sekretarza izby adwokackiej. Był zaangażowany w działalność ruchu kościelnego Cursillos de Cristiandad.
W okresie demokratyzacji w 1976 współtworzył regionalne ugrupowanie Partido Social Liberal Andaluz, które dołączyło do Unii Demokratycznego Centrum Adolfa Suáreza. Wchodził w skład krajowej rady politycznej UCD. W latach 1977–1982 zasiadał w Senacie, od 1979 do 1982 sprawował urząd przewodniczącego wyższej izby Kortezów Generalnych. Wycofał się później z aktywności politycznej.